# Ryosuke Tamura
Ryosuke Tamura (田村 亮介 Tamura Ryosuke?), född 8 maj 1995 i Nara prefektur, är en japansk fotbollsspelare.
Tamura började sin karriär 2014 i Kyoto Sanga FC. 2015 blev han utlånad till Sagan Tosu. Han gick tillbaka till Kyoto Sanga FC 2016. 2019 flyttade han till Fukushima United FC.